# Гриндейл (Новая Зеландия)
Гринде́йл (англ. Greendale) — малонаселённый сельский район, часть округа Селвин в регионе Кентербери, на Южном острове Новой Зеландии. В настоящее время население Гриндейла составляет 312 человек, 26,79 % жителей проживают в арендованном жилье.

## История
В энциклопедии Новой Зеландии 1903 года Гриндейл описывается как богатый сельскохозяйственный и пасторальный район в округе Селуин. Он расположен к северо-западу от Дансандела, на расстоянии около 33 мили (53 км) по железной и автомобильной дороге от Крайстчерча. В округе нет ни железнодорожного, ни междугороднего сообщения, но, проехав восемь или девять миль по отличным дорогам, можно добраться до южной или западной железнодорожной линии, причем станция Норвуд на южной линии является наиболее часто используемой жителями. Гриндейл обильно орошается реками Хокинс, Уаирека, верховьями Селуина и Хорората, которые перед выходом из района объединяются в реку Селуин. Как и многие другие районы Кентербери, Гриндейл изобилует свидетельствами проживания маори. В округе было обнаружено множество ценных реликвий. Хилл и Брум были самыми первыми владельцами земли в Гриндейле и владели собственностью в округе ещё в пятидесятых годах XIX века. Постоянное поселение, однако, появилось только в 1865 году.
Одним из первых европейских поселенцев-фермеров здесь был Томас Адамс, пионер лесного хозяйства и образования в этом районе. Среди первых европейских поселенцев также был Чарльз Эрли, который переехал в Гриндейл (Уотер-форд) в 1876 году. Другой поселенец, Уильям Уайт, жил здесь в течение четырнадцати лет и дал название Гриндейлу в память о месте своего рождения в Девоншире, Англия. Название вошло в обиход только в 1870-х годах.
В 1903 году население Гриндейла составляло около 370 человек, а основными занятиями поселенцев были овцеводство и выращивание зерна. В округе хорошо растут пшеница и овес. В деревне Гриндейл была построена государственная школа, административное здание, несколько церквей, используемых баптистами, методистами и пресвитерианцами, общий магазин и кузница, а также несколько фермерских домов. В местном магазине было расположено почтово-телеграфное отделение, и район имел ежедневное почтовое сообщение с Крайстчерчем через Дарфилд.
4 сентября 2010 года Гриндейл стал известен как эпицентр самого сильного землетрясения, когда-либо зарегистрированного в Новой Зеландии, с ускорением грунта, в 1,25 раза превышающим силу тяжести. Неподалёку образовался разлом Гриндейл. В феврале 2011 года, во время землетрясения в долине Хиткот, было зарегистрировано пиковое ускорение грунта, превышающее 2,2 g.

## Образование
В Гриндейле расположена начальная школа, в которой обучаются ученики с 1 по 6 класс. В здании школы расположены три классные комнаты, учебный класс, комната для персонала, офис, ресурсная комната и комната помощника учителя. На улице — крытый бассейн с подогревом, две игровые площадки, асфальтированная площадка для нетбола/теннисного корта, спортивный навес, большая травяная площадка и навесы. Школа очень хорошо обеспечена ресурсами, подключен оптоволоконный широкополосный интернет. Качество и доступность ресурсов в школе обеспечивается в основном благодаря постоянной поддержке и сбору средств со стороны сообщества школы Гриндейл. Школа в Гриндейле расположена недалеко от живописного домена Гриндейл с площадками для крикета, теннисными кортами, площадкой для барбекю, игровой площадкой, залом и спортивным павильоном. Школа Гриндейл отражает культурное разнообразие Новой Зеландии и уникальное положение культуры маори, предоставляя уроки Тиканга (культура маори) и Те Рео Маори (язык).

## Достопримечательности
- Бывшая баптистская церковь Гриндейла. Расположена на Адамс-роуд 2, годы постройки: 1873 — 1897(8). Церковь имеет важное историческое и социальное значение в связи с её ассоциацией с баптистской общиной Гриндейла, в частности, с семьями Адамс и Холланд. Бывшая баптистская церковь Гриндейла имеет культурное и духовное значение как бывшее место христианского богослужения. В строительстве церкви принимал участие член церкви — Артур Чиджи. Бывшая баптистская церковь Гриндейла имеет технологическую и ремесленную ценность благодаря деревянным конструкциям и деталям. Участок бывшей церкви имеет потенциальное археологическое значение в связи с застройкой XIX века, которая размещалась на территории церкви[8].
- Руины коттеджа «Сод» (бывший коттедж Адамса). Adams Arboretum, 53 Adams Road, постройка — около 1865 года. Руины дернового коттеджа имеют общее значение для наследия Гриндейла и района Селуин в целом. Руины имеют историческое и социальное значение, поскольку связаны с Томасом Адамсом и его семьёй, а также представляют собой пример скромного образа жизни первых поселенцев в этом районе. Руины дернового коттеджа имеют архитектурную и эстетическую ценность как остатки средневикторианского жилища в стиле вернакуляр, а также технологическую и ремесленную значимость благодаря технологии постройки. Бывший коттедж Адамса имеет контекстуальное значение как исторический объект в дендрарии Адамса, хотя и расположенный в стороне от проезжей части и частично скрытый растительностью. Развалины коттеджа и дендрарий, в котором они расположены, имеют потенциальное археологическое значение, связанное с их колониальным использованием и развитием с середины 1860-х годов[8].
- Военный мемориал Гриндейл. Расположен на 166 Greendale Road. Мемориал посвящён воинам, павшим в боях Южноафриканской, Первой и Второй мировых войн[8].
- Методистская церковь Гриндейла. Расположена на 255 Greendale Road, дата постройки — 1956—1958 годы[8].

## Известные люди
- Сидней Холланд — 25-й премьер-министр Новой Зеландии